# Kampfgeschwader 102
Das Kampfgeschwader 102 war ein Verband der Luftwaffe im Zweiten Weltkrieg.

## Aufstellung
Vorläufer des Kampfgeschwaders 102 war das im Oktober 1941 aus der Torpedoschule der Luftwaffe aufgestellte Kampfschulgeschwader 2. Der Stab des Geschwaders, die I. und die II. Gruppe wurden in Grosseto  (Lage) in Italien aufgestellt. Alle Einheiten waren mit der Heinkel He 111 und der Junkers Ju 88A ausgerüstet. Die Geschwaderkennung war A8.

## Geschichte
Das Kampfgeschwader 102 führte, von Grosseto am Mittelmeer aus, die Aufgaben seines Vorgängers fort und bildete Kampfflieger im Umgang mit dem Lufttorpedo aus. Operative Einsätze wurden nicht durchgeführt. Als die Gefahr einer alliierten Landung in Italien absehbar war, verlegte das gesamte Geschwader am 14. Juni 1943 nach Riga-Spilve (Lage) in Lettland. Hier wurde die Ausbildung an der Ostsee fortgesetzt. Als Werkstatt- und Zielschiff diente im Sommer 1943 das deutsche Frachtmotorschiff Bukarest. Im August 1944 wurde das Geschwader aufgelöst.

## Kommandeure

### Geschwaderkommodore
| Dienstgrad | Name          | Zeit                                |
| ---------- | ------------- | ----------------------------------- |
| Oberst     | Horst Beyling | 1. März 1943 bis 10. September 1944 |

### Gruppenkommandeure
I. Gruppe
- Major Karl-Ferdinand Hielscher, 1. März 1943 bis 18. September 1944[4]

II. Gruppe
- Oberst Wilhelm Emonds, 1. März 1943 bis 1. Mai 1944[5]